# 伏見城
伏見城是日本戰國時代、安土桃山時代和江戶時代初期的城堡。別名為桃山城或伏見桃山城。現時在京都府的伏見區。是安土桃山時代豐臣秀吉的居城、豐臣政權的中心。
興建該城乃因輔任太閣的豐臣秀吉專注於攻略朝鮮，於往返名護屋城和居城聚樂第的時候，需要寄宿，因此在其養子豐臣秀次繼任關白及家督後，秀吉便著手修築伏見城，還請京都等地優秀建築師獻計。1592年，秀吉將居城由聚樂第遷至伏見，主因包括辭去關白及家督後必須把主城留給新關白、家督豐臣秀次，以及統一日本後權力及野心的膨脹。

## 历史沿革

### 安土桃山時代
太閤豐臣秀吉於1591年（天正19年）將關白和京都的聚樂第移交給豐臣秀次後，在伏見指月建造，作為退隱居所。1595年，關白、家督豐臣秀次地位被廢、家族族誅，聚樂第遭廢城，伏見城取代聚樂第成為豐臣政權新的統治中心。但是在1596年，發生慶長伏見地震，原本的伏見城被震毀，於是在桃山（今木幡山）建造新的城池。
1598年，豐臣政權第三代統治者豐臣秀賴將居城從伏見城遷往大坂城，統治中心也隨之轉移至大坂城。1600年，伏見城被宇喜多秀家為總大將的西軍包圍，城代鳥居元忠帶領下固守籠城，但是最後城內甲賀眾因妻小留在近江水口岡山城，而被身為五奉行的城主長束正家捉至伏見城下，甲賀眾因而作為內應放火燒城。

### 江戶時代
在1601年，德川家康下令重建，於1603年，家康創立幕府，在這裡進行儀式，伏見城也是德川家康的最前線，主要是監視豐臣秀賴的行動。但是在大坂之陣以後，大坂城取其為之，重要性大減。
終於在1626年，德川家光下令廢城。其材料，則為其他城堡和寺院增建，廢城後，原城址成為了梅花田。

### 現代重建
伏見城天守於1964年在別郭重建，成為伏見桃山城キャッスルランド主題公園的設施之一(由近畿日本鉄道的子公司株式会社桃山城營運)。1978年時入園達到最高96萬人次，之後逐年下降。2001年時僅有25萬人次入園，債務超過8億日圓。在2003年1月終於關閉，株式会社桃山城則於同年6月解散。原地之後由京都市改為伏見桃山城運動公園，原本預定解體的模擬天守則因當地民眾的要求而保留。2012年後天守由於耐震強度有危險之虞而禁止進入。